# Luigi Infanti della Mora
Luigi Infanti della Mora OSM (hispanisierte Namensform: Luis Infanti de la Mora, * 5. August 1954 in Campomolle di Teor, Italien) ist Apostolischer Vikar von Aysén.

## Leben
Luigi Infanti trat der Ordensgemeinschaft der Serviten bei und empfing am 5. August 1990 die Priesterweihe.
Papst Johannes Paul II. ernannte ihn am 30. August 1999 zum Titularbischof von Cartennae und Apostolischen Vikar von Aysén, einer entlegenen und inselreichen, sehr dünn besiedelten Küstengegend Südchiles. Der Apostolische Nuntius in Chile, der Italiener Luigi Ventura, weihte ihn am 5. Dezember desselben Jahres zum Bischof; Mitkonsekratoren waren Savino Bernardo Maria Cazzaro Bertollo, Erzbischof von Puerto Montt, und Aldo Maria Lazzarín Stella OSM, emeritierter Apostolischer Vikar von Aysén.
Luis Infanti galt als einer der beliebtesten Mitglieder der höheren Geistlichkeit Chiles und als dezidierter Befürworter des Reformkurses von Papst Franziskus. Als Apostolischer Vikar gehörte er im Mai 2018, als der gesamte chilenische Episkopat dem Papst in Rom bei einer Versammlung im Zuge der Aufarbeitung des kirchlichen Missbrauchsskandals in Chile geschlossen den Rücktritt anbot, zu den wenigen Ordinarien des Landes, die kein Rücktrittsgesuch abgaben. Kritisch angefragt wurde Infanti wegen seiner Haltung zu dem 2012 bekannt gewordenen Fall des Missbrauchstäters Cristián Precht, der ein bekannter Priester und Menschenrechtsaktivist während der Militärdiktatur unter Augusto Pinochet gewesen war und den Infanti nach Ablauf seiner befristeten Kirchenstrafe zu einem Gottesdienst nach Aysén eingeladen hatte. Precht wurde im September 2018 zwangsweise in den Laienstand versetzt.
Nach öffentlichen Vorwürfen in einer Fernsehsendung im Juni 2018, Infanti habe den systematischen sexuellen Missbrauch von Kindern durch Ordenserzieher und besuchsweise in der Einrichtung lebende Seminaristen und Priester in der Villa San Luis, einem bis 2008 von der Ordensgemeinschaft der Guanellianer (Diener der Nächstenliebe, SdC) geführten Kinderheim in Coyhaique, ignoriert und nichts dagegen unternommen, verteidigte er sich, indem er die Maßnahmen, die sein Ordinariat in dieser Angelegenheit in Zusammenarbeit mit der zuständigen Staatsanwaltschaft ab 2005 ergriffen habe, ausführlich darlegte. Allerdings hatte er kurz vorher ebenfalls im chilenischen Fernsehen erklärt, aus seinem Zuständigkeitsbereich lägen ihm keine Missbrauchsanzeigen gegen Priester vor.
Luis Infanti gehört neben sieben chilenischen Bischöfen zu den höchsten geistlichen Würdenträgern in Chile, gegen die wegen Verwicklungen in die Missbrauchsaffäre in der chilenischen römisch-katholischen Kirche staatsanwaltlich ermittelt wird. Opferverbände aus der Villa San Luis hatten sich zunächst hinter ihn gestellt und hielten die Anschuldigungen zum Teil für eine „Kampagne“. Die Hauptzeugen hatten beteuert, Infanti mehrfach persönlich auf die Vorfälle angesprochen zu haben, worauf er lediglich erklärt habe, er könne nichts tun. Er selbst hält die Vorwürfe aus der gegen ihn erhobene Anzeige, die den Ergebnissen früherer staatsanwaltlicher Ermittlungen widersprächen, für unbegründet und die Anzeigeerstatter für „verrückte Menschen“.
Infanti hat 2018 einen gemeinsamen Bußakt aller chilenischen Bischöfe vorgeschlagen, um die Haltung zum chilenischen Missbrauchsskandal öffentlich zu bekunden. Gleichzeitig hält er zur Lösung der Krise eine Öffnung der Kirche für die Debatte über die stärkere Partizipation von Frauen, die Weihe verheirateter Männer zu Priestern und demokratischere Entscheidungsstrukturen für notwendig.